# Сутер, Лео
Лео Сутер (англ. Leo Suter, род. 26 сентября 1993 года, Лондон, Великобритания) ― британский актер.

## Ранние годы
Сутер родился в Лондоне и получил образование в Колет-Корте, школе Святого Павла и Нью-колледже в Оксфорде, где изучал гуманитарные науки.

## Карьера
Он начал играть в кино во время учёбы в школе в возрасте одиннадцати лет. Затем подписал свой первый профессиональный актерский контракт после того, как сыграл в выпускном спектакле своей школы. Его театральные роли включали Пэтси в «Винтерлинге» Оксфордского театра, Субтильного в «Алхимике» театра Аркола и Меркуцио в «Ромео и Джульетте» Саутуоркского театра.
Сутер играет Харальда Сигурдссона в сериале Netflix «Викинги: Вальхалла» (с 2022 года) режиссёра Джеба Стюарта.

## Семья
Сутер состоит в отношениях с моделью, Хейли Родерик (род. 22 марта 1990).

## Фильмография

### Кино
| Год  | Название     | Роль     | Прим. |
| ---- | ------------ | -------- | ----- |
| 2013 | Вокруг сада  | садовник | [ 5 ] |
| 2014 | Малефисента  | юноша    |       |
| 2016 | Падшие       | Тревор   | [ 6 ] |
| 2019 | Я найду тебя | Роберт   | [ 7 ] |

### Телевидение
| Год  | Название                | Роль                 | Прим.    |
| ---- | ----------------------- | -------------------- | -------- |
| 2012 | Дурное воспитание       | ученик               | [ 8 ]    |
| 2017 | Виктория                | Эдвард Драммонд      | 8 серий  |
| 2017 | Выкуп                   | Саймон               | 1 серия  |
| 2018 | Клика                   | Джек                 | 6 серий  |
| 2019 | Поместье в Индии        | Даниел               | 6 серий  |
| 2019 | Сэндитон                | Стрингер в молодости | 8 серий  |
| 2020 | Искусственный интеллект | Том                  | 1 серия  |
| 2020 | Освободитель            | Билл                 | 1 серия  |
| 2022 | Викинги: Вальхалла      | Харальд              | 2 сезона |